# Chris Durno
Christopher Scott „Chris“ Durno (* 31. Oktober 1980 in Scarborough, Ontario) ist ein ehemaliger kanadischer Eishockeyspieler, der im Verlauf seiner aktiven Karriere zwischen 1999 und 2013 unter anderem 44 Spiele für die Colorado Avalanche in der National Hockey League (NHL) auf der Position des linken Flügelstürmers bestritten hat. Darüber hinaus absolvierte Durno über 450 weitere Partien in der American Hockey League (AHL).

## Karriere

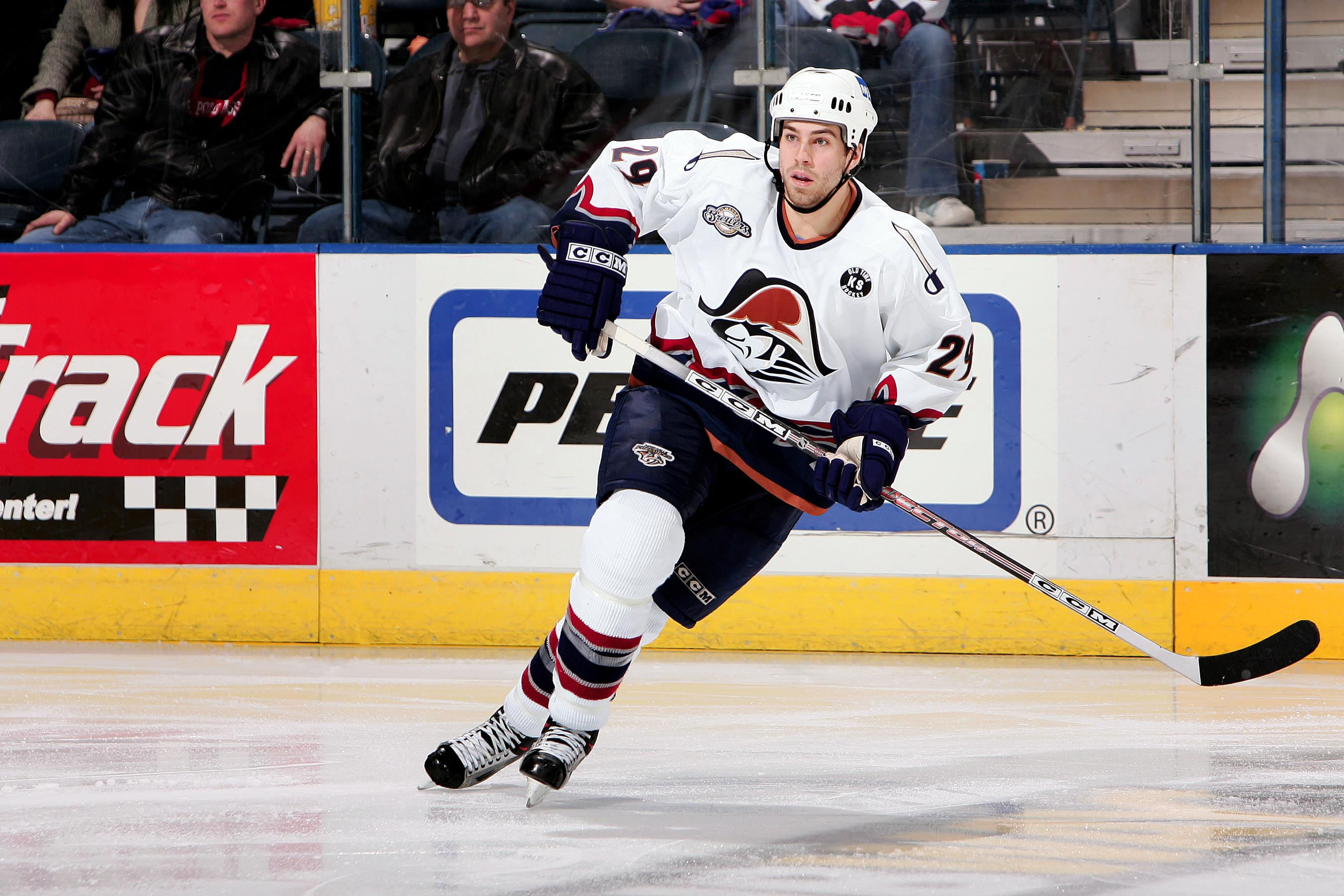
Durno im Trikot der Milwaukee Admirals (2005)

Chris Durno begann seine Karriere als Eishockeyspieler in der Mannschaft der Michigan Technological University, für die er von 1999 bis 2003 in der National Collegiate Athletic Association (NCAA) aktiv war.
Anschließend erhielt der Angreifer einen Vertrag bei den Gwinnett Gladiators, für die er die folgenden beiden Jahre in der ECHL verbrachte. Zu Beginn der Saison 2005/06 wurde er von den Milwaukee Admirals aus der American Hockey League (AHL) berufen, mit denen er in den Playoffs um den Calder Cup erst in den Finalspielen an den Hershey Bears scheiterte. Während der folgenden Spielzeit lief der Linksschütze nacheinander für die Norfolk Admirals, Portland Pirates und seinen Ex-Club Milwaukee Admirals auf, ehe er im Sommer 2008 von deren Ligarivalen San Antonio Rampage verpflichtet wurde, den er jedoch nach nur einem Jahr wieder verließ. 
Für die Saison 2008/09 unterschrieb Durno bei den Colorado Avalanche, für die er sein Debüt in der National Hockey League (NHL) gab, wobei er in zwei Spielen punkt- und straflos blieb. Den Großteil der Spielzeit verbrachte er erneut in der AHL bei deren Farmteam, den Lake Erie Monsters. Im Juli 2010 erhielt der Free Agent einen Kontrakt bei den Tampa Bay Lightning, die ihn im Farmteam bei den Norfolk Admirals einsetzten. Am 15. Juli 2011 unterzeichnete er einen Zweiwegevertrag für ein Jahr bei den Carolina Hurricanes, spielte aber ausschließlich für deren AHL-Kooperationspartner Charlotte Checkers. Mitte November 2012 folgte der Wechsel nach Italien, wo er bei Ritten Sport aus der Serie A1 unterschrieb. Dort beendete der 32-Jährige nach der Saison 2012/13 seine aktive Karriere.

## Karrierestatistik
(Legende zur Spielerstatistik: Sp oder GP = absolvierte Spiele; T oder G = erzielte Tore; V oder A = erzielte Assists; Pkt oder Pts = erzielte Scorerpunkte; SM oder PIM = erhaltene Strafminuten; +/− = Plus/Minus-Bilanz; PP = erzielte Überzahltore; SH = erzielte Unterzahltore; GW = erzielte Siegtore; 1 Play-downs/Relegation; Kursiv: Statistik nicht vollständig)